# 銀髮阿基德
《銀髮阿基德》（日语：銀色の髪のアギト）是日本動畫製作公司GONZO的劇場動畫作品。日本於2006年1月7日上映。此片2011年曾在公共電視台與東森電影台播出。

## 概要
- 本作是GONZO第一次推向影院的动画电影，汇集了日本动画、电影业界的最强阵容，以長編的内容來說有感到些許不習慣的地方；上映當時，以動畫製作公司的名稱來說，一般人也不太知道。即使如此，也沒有大規模的企劃與宣傳，並未引起話題，以票房來說是失敗了。不過，因為製作費較少，並未出現很大的赤字。

- 本片在中国大陆号称由中日两国联合制作（官方宣称出品者为中国电影集团公司/株式会社GDH，制作者为中国动画产业有限公司/GONZO），但日文版的片尾中中国电影集团公司与中影动画产业有限公司仅作为“中国制作协力”出场，并没有出现在出品者中，可见中国片方有类似将境外动画包装成境内动画的嫌疑。也可能正是因为如此，原本預計2006年在中国大陆上映的该片最终没有上映（但有DVD发行）。

## 故事大綱
300年後的未來（2306年），因為遺傳基因實驗失敗，產生了有思想的森林，變得襲擊人類和城市化的世界。其中有一個比較與森林友好的中立城市，就是主角阿基德生活的地方。偶然在一次偷取儲水（水在那個世界是最貴重的）的行動中，阿基德遇到在永久生命維持裝置中從沉睡中醒覺的楚拉。阿基德把她救醒，並與她成為朋友，卻萬料不到，原來這一位來自過去的女孩，身懷一個特殊任務——就是要毀滅一切，把地球回復到過去！唯阿基德和朋友卻不苟同，他們渴望走出未來。

## 製作人員
- 導演：杉山慶一
- 原案：飯田馬之介
- 脚本：椎名奈菜、柿本直子
- 人物設定：緒方剛志
- 動畫人物設定：山形厚史
- 機械設計：安藤賢司、前田真宏
- 作畫監督：山形厚史、恩田尚之
- 效果作監：增尾昭一
- 錄音監督：若林和弘
- 音樂：岩崎琢
- 動畫制作：GONZO
- 制作：銀髮阿基德製作委員會（Media Factory、GDH、松竹、雅虎日本、朝日電視台、電通）

## 主題曲
- 片頭曲「調和 oto ~with reflection~」

作詞・作曲：KOKIA／編曲：妹尾武／歌：KOKIA
- 片尾曲

作詞・作曲：KOKIA／編曲：澤近泰輔／歌：KOKIA
- 中文版片尾曲「爱的旋律」

作詞：富研（KiKi）/作曲・編曲：格非／歌：牛奶@咖啡

## 外部連結
- 《銀髮阿基德》日本官方網頁 （页面存档备份，存于）
- 台灣公共電視《銀髮阿基德》官方網頁 （页面存档备份，存于）

| 台灣 公視主頻道 公視精選電影（星期一至五10:00－11:57） | 台灣 公視主頻道 公視精選電影（星期一至五10:00－11:57） | 台灣 公視主頻道 公視精選電影（星期一至五10:00－11:57） |
| ------------------------------------------------------ | ------------------------------------------------------ | ------------------------------------------------------ |
|                                                        | 銀髮阿基德 （2009年8月28日）                           |                                                        |
| 我的妹妹小桃子 （2009年8月27日）                       | 黑狗來了 （2009年8月31日）                             |                                                        |

1. . www.zoommovie.com.   [2025-04-26] （中文（中国大陆））.